# Ophiacantha iquiquensis
Ophiacantha iquiquensis is een slangster uit de familie Ophiacanthidae.
De wetenschappelijke naam van de soort werd in 1968 gepubliceerd door Castillo-Alacon.